# 온라인 일기
온라인 일기, 웹 일기는 개인 웹사이트나 일기 호스팅 웹사이트를 통해 월드 와이드 웹에 게시되는 개인 일기이다. 초기의 다이어리들은 적어도 1994년부터 존재해왔다. 커뮤니티가 형성되었을 때 이 출판물들은 거의 예외적으로 온라인 저널(online journal)로 불렸다. 오늘날에는 이것들을 특별히 블로그로 부르지만 개인 블로그로 부름으로써 일부 차이를 둔다.

## 역사
온라인 일기 형식의 최초의 웹 페이지는 1994년 11월 14일부터 1996년까지 MIT 미디어 랩 웹사이트에 출판된 Claudio Pinhanez의 오픈 다이어리(Open Diary)로 간주된다.

## 같이 보기
- 블로그 소프트웨어
- 라이브저널